# Varg (Band)/Diskografie
Diese Diskografie ist eine Übersicht über die musikalischen Werke der deutschen Metalband Varg. Ihre erfolgreichste Veröffentlichung ist das siebte Studioalbum Ewige Wacht, das die Top 15 in Deutschland erreichte sowie zum Chartalbum in Österreich avancierte.

## Alben

### Studioalben
| Jahr | Titel Musiklabel                                                      | Höchstplatzierung, Gesamtwochen, AuszeichnungChartplatzierungen (Jahr, Titel, Musiklabel, Platzierungen, Wochen, Auszeichnungen, Anmerkungen) | Höchstplatzierung, Gesamtwochen, AuszeichnungChartplatzierungen (Jahr, Titel, Musiklabel, Platzierungen, Wochen, Auszeichnungen, Anmerkungen) | Höchstplatzierung, Gesamtwochen, AuszeichnungChartplatzierungen (Jahr, Titel, Musiklabel, Platzierungen, Wochen, Auszeichnungen, Anmerkungen) | Anmerkungen                              |
| Jahr | Titel Musiklabel                                                      | DE | AT | CH | Anmerkungen                              |
| ---- | --------------------------------------------------------------------- | --- | --- | --- | ---------------------------------------- |
| 2007 | Wolfszeit auch bekannt als: Wolfszeit II Heiden Klangwerke (Twilight) | DE94 a (1 Wo.)DE | — | — | Erstveröffentlichung: 30. März 2007      |
| 2010 | Blutaar NoiseArt Records (Edel)                                       | — | — | — | Erstveröffentlichung: 29. Januar 2010    |
| 2011 | Wolfskult NoiseArt Records (Edel)                                     | DE33 (1 Wo.)DE | — | — | Erstveröffentlichung: 4. März 2011       |
| 2012 | Guten Tag NoiseArt Records (UMG)                                      | DE25 (1 Wo.)DE | AT45 (1 Wo.)AT | — | Erstveröffentlichung: 5. Oktober 2012    |
| 2016 | Das Ende aller Lügen Napalm Records (UMG)                             | DE17 (2 Wo.)DE | AT41 (1 Wo.)AT | — | Erstveröffentlichung: 15. Januar 2016    |
| 2020 | Zeichen Napalm Records (UMG)                                          | DE16 (1 Wo.)DE | AT60 (1 Wo.)AT | — | Erstveröffentlichung: 18. September 2020 |
| 2023 | Ewige Wacht Napalm Records (UMG)                                      | DE15 (1 Wo.)DE | AT58 (1 Wo.)AT | — | Erstveröffentlichung: 13. Oktober 2023   |

### EPs
| Jahr | Titel Musiklabel                        | Anmerkungen                                                     |
| ---- | --------------------------------------- | --------------------------------------------------------------- |
| 2008 | Schildfront Twilight Records (Twilight) | Erstveröffentlichung: 12. September 2008 Split mit Minas Morgul |
| 2015 | Rotkäppchen Napalm Records (UMG)        | Erstveröffentlichung: 9. Oktober 2015                           |
| 2017 | Götterdämmerung Napalm Records (UMG)    | Erstveröffentlichung: 14. April 2017                            |

## Singles
| Jahr | Titel Album              | Anmerkungen                              |
| ---- | ------------------------ | ---------------------------------------- |
| 2015 | Das Ende aller Lügen     | Erstveröffentlichung: 14. August 2015    |
| 2017 | Götterdämmerung          | Erstveröffentlichung: 31. März 2017      |
| 2019 | Das alte Feuer Wolfszeit | Erstveröffentlichung: 19. April 2019     |
| 2019 | Skål Wolfszeit II        | Erstveröffentlichung: 10. Mai 2019       |
| 2019 | Asatru Wolfszeit II      | Erstveröffentlichung: 24. Mai 2019       |
| 2020 | Zeichen                  | Erstveröffentlichung: 16. Juli 2020      |
| 2020 | Auf die Götter Zeichen   | Erstveröffentlichung: 19. August 2020    |
| 2020 | Fara til ránar Zeichen   | Erstveröffentlichung: 15. September 2020 |
| 2022 | Schildfront              | Erstveröffentlichung: 5. Oktober 2022    |
| 2023 | Immer treu Ewige wacht   | Erstveröffentlichung: 17. August 2023    |
| 2023 | Eisenseite Ewige wacht   | Erstveröffentlichung: 19. September 2023 |
| 2023 | Ewige wacht              | Erstveröffentlichung: 12. Oktober 2023   |

## Videoalben und Musikvideos

### Videoalben
| Jahr | Titel Musiklabel                                       | Anmerkungen                              |
| ---- | ------------------------------------------------------ | ---------------------------------------- |
| 2008 | Live am Wolfszeit Festival Twilight Records (Twilight) | Erstveröffentlichung: 12. September 2008 |

### Musikvideos
| Jahr | Titel                | Regie            |
| ---- | -------------------- | ---------------- |
| 2012 | Was nicht darf       |                  |
| 2012 | Guten Tag            |                  |
| 2015 | Rotkäppchen          |                  |
| 2015 | Das Ende aller Lügen |                  |
| 2015 | Dunkelheit           |                  |
| 2015 | Darkness             |                  |
| 2016 | Achtung              | Oliver Sommer    |
| 2016 | Streyfzug            |                  |
| 2020 | Zeichen              | Oliver König     |
| 2020 | Auf die Götter       | Oliver König     |
| 2020 | Fara til ránar       |                  |
| 2023 | Immer treu           | Jaqueline Seiler |
| 2023 | Eisenseite           | Jaqueline Seiler |
| 2023 | Ewige Wacht          | Jaqueline Seiler |

## Sonderveröffentlichungen

### Alben
| Jahr | Titel Musiklabel                | Anmerkungen                                                    |
| ---- | ------------------------------- | -------------------------------------------------------------- |
| 2012 | Legacy Legacy Magazine (Legacy) | Erstveröffentlichung: 12. September 2012 Beilage in Legacy #80 |

| Jahr | Titel Musiklabel        | Anmerkungen                          |
| ---- | ----------------------- | ------------------------------------ |
| 2006 | Donareiche Selbstverlag | Erstveröffentlichung: September 2006 |

### Lieder
| Jahr | Titel Album                               | Anmerkungen                                                 |
| ---- | ----------------------------------------- | ----------------------------------------------------------- |
| 2011 | Skål Stenka na Stenku                     | Erstveröffentlichung: 27. Mai 2011 Arkona feat. Varg        |
| 2024 | Mein Herz an die See Zeit der Geschichten | Erstveröffentlichung: 5. April 2024 Sagenbringer feat. Varg |

| Jahr | Titel Album                                                                    | Anmerkungen                            |
| ---- | ------------------------------------------------------------------------------ | -------------------------------------- |
| 2011 | Sieg oder Niedergang (Live at Party.San Open Air 2010) Party.San Open Air 2010 | Erstveröffentlichung: 28. Oktober 2011 |

### Videoalben
| Jahr | Titel Musiklabel                                            | Anmerkungen                                                               |
| ---- | ----------------------------------------------------------- | ------------------------------------------------------------------------- |
| 2006 | Wolfszeit Metal Open Air 2011, Day 1 NoiseArt Records (UMG) | Erstveröffentlichung: 5. Oktober 2012 Teil von Guten Tag (Deluxe Edition) |

## Statistik

### Chartauswertung
|                     | DE    | AT    | CH    |
| ------------------- | ----- | ----- | ----- |
| Nummer-eins-Alben   | DE—DE | AT—AT | CH—CH |
| Top-10-Alben        | DE—DE | AT—AT | CH—CH |
| Alben in den Charts | DE6DE | AT4AT | CH—CH |